# Резолюция Совета Безопасности ООН 881
Резолюция Совета Безопасности ООН 881 — резолюция Совета Безопасности ООН, единогласно принятая 4 ноября 1993 года после принятия резолюций 849 (1993), 854 (1993), 858 (1993) и 876 (1993) о грузино-абхазской войне, Совет Безопасности продлил мандат Миссии ООН по наблюдению в Грузии (UNOMIG) до 31 января 1994 года.

## Содержание
Совет Безопасности выразил свою обеспокоенность в связи с продолжающимися боевыми действиями между Абхазией и Грузией, которые угрожают миру и стабильности в регионе, и приветствовал постоянные усилия Генерального секретаря Бутроса Бутрос-Гали, его Специального представителя, Действующего председателя Организации по безопасности и сотрудничеству в Европе (ОБСЕ) и правительства России в мирном процессе с целью примирения обеих сторон в конце ноября 1993 года в Женеве, Швейцария.
Были вновь приняты требования к обеим сторонам, а именно воздерживаться от применения силы и любых нарушений международного гуманитарного права, в то время когда Совет Безопасности ожидал результатов миссии по установлению фактов, направленной Бутросом-Гали. Одобрено дальнейшее присутствие UNOMIG в составе до пяти военных наблюдателей и вспомогательного персонала со следующим мандатом:
- (a) поддерживать контакты с Абхазией, Грузией и российскими военными контингентами;
- (b) следить за ситуацией и сообщать о событиях, связанных с усилиями Организации Объединенных Наций по содействию политическому урегулированию конфликта.

UNOMIG не будет более действовать после 31 января 1994 года, если Генеральный секретарь не сообщит о достигнутом прогрессе или о том, что мирному процессу будет способствовать продление ее мандата. Наконец, Генеральному секретарю было предложено принять меры для обеспечения размещения дополнительного персонала в рамках первоначально утвержденной численности UNOMIG, если это разрешит руководство на местах.